# (52261) Izumishikibu
(52261) Izumishikibu ist ein Asteroid des Hauptgürtels. Er wurde am 14. November 1982 von den japanischen Astronomen Hiroki Kōsai und Kiichirō Furukawa am Kiso-Observatorium (IAU-Code 381) in Kiso am Berg Ontake der Präfektur Nagano auf der japanischen Hauptinsel Honshū entdeckt.
(52261) Izumishikibu wurde am 12. Januar 2017 nach der japanischen Dichterin der Heian-Zeit Izumi Shikibu (* um 970; † 11. Jh.) benannt, die zu den 36 unsterblichen Dichtern des Mittelalters (中古三十六歌仙, chūko sanjurokkasen) gehört.